# 京都新町病院
京都新町病院（きょうとしんまちびょういん）は、京都府京都市中京区六角通新町にある病院である。1923年11月、逓信省の職域病院として開設された。2007年10月1日、郵政民営化にともない日本郵政公社から日本郵政株式会社の企業立病院となり、2022年9月30日までは、「京都逓信病院」（きょうとていしんびょういん）として運営されていた。2022年10月1日をもって医療法人知音会へ譲渡され、現在の名前に改称した。

## 沿革
- 1923年11月 - 大阪逓信診療所京都支所として開院。
- 1937年2月 - 京都逓信診療所と改称。
- 1948年4月 - 京都逓信病院と改称。
- 1949年6月 - 逓信省が廃止され郵政省が新設される。
- 1961年9月 - 現在地に移転。
- 1974年7月 - 増改築が完了する。
- 2001年1月6日 - 郵政省が郵政事業庁に再編される。
- 2003年4月1日 - 日本郵政公社が発足。
- 2007年10月1日 - 郵政民営化にともない日本郵政公社から日本郵政株式会社の企業立病院となる。
- 2022年9月15日 - 日本郵政は、京都逓信病院を医療法人知音会へ譲渡することを公表した[1][2]。
- 2022年10月1日 - 医療法人知音会に譲渡され、「京都新町病院」に改称した[1][2]。

## 併設施設
- 日本郵政株式会社近畿郵政健康管理センター京都分室(京都中央郵便局へ移転済)

## 診療科目
- 内科・消化器内科
- 外科(肛門外科・肛門内科)
- 小児科
- 眼科
- 耳鼻咽喉科
- 整形外科
- 放射線科
- 麻酔科
- 睡眠時無呼吸症候群外来
- 乳腺外来
- 創傷外来

## 交通アクセス
- 京都市営地下鉄烏丸線四条駅から徒歩約7分。
- 京都市営地下鉄烏丸線、東西線烏丸御池駅から徒歩約7分。
- 阪急電鉄京都線烏丸駅から徒歩約7分。